# 猶太-阿拉伯語
猶太-阿拉伯語（阿拉伯语：‎，希伯來語：‎），是以前定居在阿拉伯世界的猶太人所發展出來的一系列阿拉伯語方言；特別是在中世紀，猶太-阿拉伯語也可用於稱呼希伯來字母書寫的古典阿拉伯語。這些方言種類端視猶太人的居住國而定，就像是意第緒語（猶太-德語）依地域不同可分為西意第緒語和東意第緒語。
1948年以色列與阿拉伯國家戰爭後，原先定居在阿拉伯國家的米茲拉希猶太人和塞法迪猶太人遷移至國外，主要是前往法國和以色列；這些口操猶太-阿拉伯語人士的後代大多只說法語和希伯來語，因此猶太-阿拉伯語成為瀕危語言。

## 種類
- 猶太-伊拉克阿拉伯語（英语：Judeo-Iraqi Arabic）
  - 巴格達猶太-阿拉伯語（英语：Baghdad Jewish Arabic）
- 猶太-摩洛哥阿拉伯語
- 猶太-的黎波里阿拉伯語（英语：Judeo-Tripolitanian Arabic）
- 猶太-突尼西亞阿拉伯語（英语：Judeo-Tunisian Arabic）
- 猶太-葉門阿拉伯語（英语：Judeo-Yemeni Arabic）

## 外部連結
- Alan Corré's Judeo-Arabic Literature site
- Judeo-Arabic Literature
- Reka Kol Israel radio station broadcasting a daily program in Judeo-Arabic (Mugrabian)
- Jewish Language Research Website （页面存档备份，存于） (description and bibliography)